# Tomassino di Campofregoso
Tomassino di Campofregoso (? - 1495) fou un polític genovès fill de Janus di Campofregoso, i de mare corsa, net de Francescu de Gentile, senyor de Brandu.
El 1461 va organitzar a Pisa una lliga contra el Banc de San Jordi amb els senyors cors i va desembarcar a l'illa amb 200 soldats però fou capturat i empresonat a Gènova. El dux Ludovico di Campofregoso que era el seu oncle el va alliberar el 1662, i de seguida va tornar a Còrsega i va desembarcar a E Porraghje rebent el suport de tots els oposats al Banc. Les tropes genoveses foren expulsades de l'illa i una gran assemblea a l'església de La Canònica, à La Marana, on eren Paulu della Rocca, Vincentello d'Istria II, Ghjucante di Leca, Simone da Mare II, i els senyors de Brandu i d'Erbalunga, així com molts Caporali, representants de la Terra di U Cumunu, i molts Capipopuli; a més d'ell i el seu home de confiança Bertone da Severo da Corniglia; en l'assemblea fou elegit governador i Comte de Còrsega. Seguidament van atacar Biguglia, seu del governador genovès Giovanni Vitale. El 1463 va demanar i obtenir l'ajut del dux de Gènova, Ludovico di Campofregoso, que s'oposava també al Banc i li va enviar 200 soldats amb els quals va poder ocupar Biguglia i dominar tota la Terra del Comú. Calvi, encara fidel a Gènova, es va sollevar i es va aliar amb Tomassino. Paolo di Campofregoso, nou dux de Gènova i oncle seu, també li va donar suport i així va esdevenir el senyor indiscutit de l'illa i va anunciar contactes amb el Banc per establir el seu poder amb algunes cessions de ports. Al mateix temps a Gènova, Paolo di Campofregoso fou expulsat pel Duc de Milà, al que el Banc va demanar de fer d'àrbitre. El duc de Milà va anunciar que exerciria com a legítim propietari de l'illa i Tomassino va haver de deixar l'illa i anar a Gènova.
El 1477 aprofitant els disturbis a Gènova i la mort del duc de Milà, va desembarcar a Cap Cors amb 350 homes i va recuperar les seves aliances, especialment Giacobu i Carlu de Gentile, i va ocupar Biguglia, i es va unir a Carlu della Rocca. Els milaneses dirigits per Ambrosino da Langasco, el van perseguir i es va refugiar a Biguglia però es va haver de rendir i fou fet presoner i enviat a Gènova i després a Milà; fou alliberat gràcies al suport del seu parent Battistino da Campofregoso.
El 1478, la duquessa de Milà, Bona de Savoia, que es queixava de què es recaptava poc a l'illa, el va ajudar a recuperar l'illa amb l'ajut del secretari d'estat Cecco Simonetta. El govern milanès el va nomenar llavors governador delegat a Còrsega. El 1479 va arribar a l'illa on no va tenir quasi oposició; a les fortaleses milaneses hi va instal·lar a la seva gent, i les altres ja li eren favorables. Va retornar les terres a Giacobu i Carlu de Gentile (Nonza), arrabassant-les a Carlu di Casta i a Vinciguerra d'Erbalunga. El 1480, per assegurar-se el suport de Ghjuvan Paulu di Leca, el senyor més important de l'illa, va casar al seu fill Gianni o Janus amb Paulu di Leca, filla de Ghjuvan, mentre el fill d'aquest, Risterucciu, es va casar amb una filla de Tomassino. Va fortificar Bàstia on va fundar la part de la ciutat anomenada Terra Nova.
El 1481, mancat de suport del poble, es va retirar a Gènova i va deixar al poder al seu fill Janus (II). El 1483 Tomassino i Ghjuvan Paulu di Leca, es van aliar al seu vell enemic el Banc de Sant Jordi, contra Jaume IV Appiani d'Aragona senyor de Piombino i el seu germà Gherardo da Montagnara establerts a l'illa. Seguidament va signar un pacte unint Còrsega i el Banc de Sant Jordi i renunciant als seus drets a favor del banc a canvi de deu mil escuts d'or. Aquesta aliança no va durar i el 1486 va incitar a Ghjuvan Paulu di Leca a trencar amb el Banc mentre enfront d'aquest apareixia com a lleial, però el doble joc fou descobert. Gènova el va lliurar al Banc i fou empresonat a la fortalesa de Lerice, prop de L'Spezia; fou alliberat i se’n va anar a Pisa el 1494 i va conspirar per recuperar el poder però va morir el 1495.